# Crimson Editor

Crimson编辑器3.70

Crimson Editor是一个免费的文本编辑器，用于Microsoft Windows系统，可进行文本、代码的编辑。

## 特色

### 书签式界面
- 類似Firefox的頁籤模式。

## 最新版本
3.72（版本差異（页面存档备份，存于））